# David Hayter

David Hayter (6 de febrero del 1969 en Santa Mónica, California) es un actor y guionista estadounidense (aunque sus padres son de origen canadiense), más conocido como el actor de voz en inglés de los personajes Solid Snake, Naked Snake (Big Boss en MGS3) y Old Snake en los videojuegos Metal Gear Solid, Metal Gear Solid 2: Sons of Liberty, Metal Gear Solid 3: Snake Eater, Metal Gear Solid: Portable Ops, Metal Gear Solid 4: Guns of the Patriots y Metal Gear Solid: Peace Walker; y otros extras de la saga de videojuegos Metal Gear, producidos por Hideo Kojima. También interpreta voz del personaje de Rufus Viejo en el videojuego Deponia Doomsday.
Su primera vocación fue ser actor, incluso protagonizó al personaje principal en la película The Guyver:Dark Hero. 
En la actualidad dedica la mayor parte de su tiempo escribiendo guiones cinematográficos, como los de las películas X-Men y X2: X-Men United y Watchmen, así como el guion para la versión fílmica de Lost Planet, videojuego de Capcom lanzado al mercado de Estados Unidos en enero del 2007.

## Trabajo como actor
- Metal Gear Solid Delta: Snake Eater (TBC): Naked Snake/Big Boss
- Bloodstained: Ritual of the Night (2019): Zangetsu
- Super Smash Bros. Ultimate (2018): Solid Snake
- PlayStation All-Stars Battle Royale (2012): Polygon Man
- Star Wars: The Old Republic (2011): The Jedi Knight (v. masculina)
- Metal Gear Solid: Peace Walker (2010): Naked Snake/Big Boss
- Call of Duty: World at War DS (2008)
- Metal Gear Solid 4: Guns of the Patriots (2008): Old Snake
- Super Smash Bros. Brawl (2008): Solid Snake
- Metal Gear Solid: Portable Ops (2006): Naked Snake/Big Boss
- Metal Gear Solid 3: Snake Eater (2004): Naked Snake/Big Boss
- Eternal Darkness: Sanity's Requiem (2002): Roman Legionnaire I/Roman Legionnaire II/Angkor Thom guard
- Metal Gear Solid 2: Sons of Liberty (2001): Solid Snake
- Wild on the Set (2000) TV Series
- Dual! Paralle lunlun monogatari (1999) TV Series (English version)
- Metal Gear Solid (1998): Solid Snake
- Burn (1998)
- Drive (1997)
- Spiderman (1997) (tv):captain america
- Fushigi Yūgi: The Mysterious Play - Reflections OAV 2: Tamahome/Taka
- Fushigi Yūgi: The Mysterious Play - Reflections OAV 3: Tamahome/Taka/Yoshui
- Fushigi Yūgi: Memories First OAV (1996): Tamahome/Taka
- Fushigi Yūgi: Tamahome
- Rakusho! Hyper Doll (1995) (V) (Versión Inglesa)
- Street Fighter II V (1995) TV Series (Versión Inglesa)
- Long Shadows (1994) (TV)
- Guyver: Dark Hero (1994): Sean Barker/Guyver
- Macross Plus (1994): Isamu Dyson (Bandai Visual version, vol. 4)
- Yu Yu Hakusho: The Movie (1994) Kurama (Versión Inglesa)
- Moldiver (Morudaibâ) (1993): Hiroshi Ozora
- Giant Robo: The Animation (1991) (V) (Versión Inglesa)
- Présumé dangereux (1990)
- Gundam 0080: War In the Pocket (1989) (miniseries) Bernard Wiseman (Versión Inglesa)
- Wrath of the Ninja (1987) (OVA) Sakon Hayate (Versión Inglesa)
- They Were Eleven (1986): (Versión Inglesa)
- The Castle of Cagliostro (1979): Arsene Lupin III (Versión Inglesa)

## Trabajo como guionista
- X-Men (2000) - Guionista
- The Scorpion King (2002) - Coguionista
- X2: X-Men United (2003) - Coguionista
- Watchmen - Writter (Guion original)
- Lost Planet- Escritor/Director
- Metal Gear Solid (Guion original)